# 1946 год в СССР

## Январь
- 27 января — Открытие Государственного мемориального музея обороны и блокады Ленинграда

## Февраль
- 2 февраля — Образование Южно-Сахалинской области
- 10 февраля — Выборы в Верховный Совет СССР
- 18 февраля — Принято постановление Совета народных комиссаров СССР о взятии на учёт воинских захоронений, о благоустройстве и сохранении братских могил и захоронений бойцов и командиров Красной Армии, партизан и партизанок Великой Отечественной войны
- 27 февраля — Заключён договор о дружбе и взаимопомощи и соглашение об экономическом и культурном сотрудничестве между СССР и Монгольской Народной Республикой

## Март
- 15 марта — Упразднён Совет народных комиссаров СССР. Вместо него образован Совет министров СССР. Народные комиссариаты преобразованы в министерства[1]
- 18 марта — Принята Четвёртая пятилетка

## Апрель
- 4 апреля—9 мая — Вывод советских войск из Ирана[2][3]
- 7 апреля — Образована Калининградская область

## Май
- 9 мая — Не отмечался День Победы и не проводился парад[4][5]
- 29 мая — Основан Минский тракторный завод
- 31 мая — Основано Опытно-конструкторское бюро Антонова
- Авиационное дело

## Июнь
- 1 июня — Начало Дела Жукова
- 20 июня — М. К. Тихонравов и Н. Г. Чернышев подают предложение о создании ракеты для полета человека на высоту 100—150 километров. Предложение подаётся в виде докладной записки М. В. Хруничевым И. В. Сталину[6]
- 25 июня — Вступление в ФИФА
- 28 июня — Начало серийного выпуска ГАЗ-М-20 «Победа»

## Июль
- 4 июля — Кёнигсберг переименован в Калининград
- 11 июля — Введён в строй магистральный газопровод Саратов — Москва, первый магистральный газопровод СССР
- 29 июля—15 октября — Участие в Парижской мирной конференции

## Август
- 14 августа — Постановление оргбюро ЦК ВКП(б) «О журналах „Звезда“ и „Ленинград“»
- 26 августа — Постановление Оргбюро ЦК ВКП(б) № 272 «О репертуаре драматических театров и мерах по его улучшению»[7]

## Сентябрь
- 4 сентября — Постановление Оргбюро ЦК ВКП(б) № 277 "О кинофильме «Большая жизнь»[8]

## Ноябрь
- 25 ноября — Создан физико-технический факультет МГУ

## Декабрь
- Начало производства Москвич-400

## Без точных дат
- Голод в СССР (1946—1947)
- Начало сокращения численности Красной армии. За 1946—1947 год численность была сокращена с 11 миллионов до 2,8 миллионов чел.
- Административная реформа. Преобразования комиссариатов в Министерства
- Восстановлены Макеевский труболитейный завод, Днепродзержинский азотно-туковый завод, Минский станкостроительный завод
- Основан Рижский электромашиностроительный завод
- На 1946 год в СССР насчитывался 2061 научно-исследовательский институт

## В культуре
- 3 апреля — Вечер московских и ленинградских поэтов в Колонном Зале Дома Союзов. Выступление Анны Ахматовой[9]
- 12 июня — Премьера 1 части оперы «Война и мир» (Ленинградский Малый оперный театр)

## Родились
- 13 июня — Игорь Старыгин, советский и российский актёр театра и кино[10]

## Умерли
- 5 февраля — Аксельрод, Любовь Исааковна, революционерка, философ, литературовед
- 3 июня — Калинин, Михаил Иванович, революционер
- 11 ноября — Бурденко, Николай Нилович, хирург